# Elena (Street Fighter)
Elena es un personaje ficticio de la saga de videojuegos de pelea de Street Fighter. Su primera aparición fue en Street Fighter III.

## Historia
Elena es una princesa de una tribu africana. Su padre es un chamán y también doctorado en medicina. Viaja por el mundo en busca de nuevos amigos. Ahora, Elena estudia como alumna de intercambio en Japón, y está con su mejor amiga Narumi. Elena no consiguió mucho en el torneo Street Fighter III, pero a cambio acabó con un grupo de nuevos amigos.

## Apariciones
- Street Fighter III: The New Generation
- Street Fighter III 2nd Impact: Giant Attack
- Street Fighter III 3rd Strike
- Street Fighter X Tekken (formando dupla con Dudley)
- Ultra Street Fighter IV
- Pocket Fighter (cameo comiéndose su helado)
- Capcom Vs. SNK 2 (cameo)

- Datos: Q4384968